# Libanese voetbalbond
De Libanese voetbalbond of Lebanese Football Association (LFA) is de voetbalbond van Libanon.
De voetbalbond werd opgericht in 1933 en is sinds 1964 lid van de Aziatisch voetbalbond (AFC) en sinds 2001 lid van de West-Aziatische voetbalbond (WAFF). In 1936 werd de bond lid van de FIFA. De voetbalbond is onder andere verantwoordelijk voor het Libanees voetbalelftal en de hoogste nationale voetbalcompetitie, de Libanese Premier League.

## President
In oktober 2021 was de president Hachem Haidar.